# Lucy Liu
Lucy Liu, (Queens, New York City, 2. prosinca 1968.), američka glumica. 

Televizijskim gledateljima je najpoznatija po ulozi oštre odvjetnice Ling Woo u "Ally McBeal" i po ulozi vlasnice časopisa Mie Mason u dramsko-humorističnoj seriji "Kašmir mafija", dok je filmskoj publici poznata po hitovima "Charliejevi anđeli", "Charliejevi anđeli 2: Punom brzinom", "Chicago" itd.

## Životopis

### Rani život
Lucy je rođena u Queensu, New York City u obitelji kineskih imigranata, zajedno sa svojim bratom, Alexom Liu. Obitelj joj je u kući govorila mandarinski, te je Lucy engleski naučila tek s 5 godina. Dok su živjeli u Tajvanu, otac Tom bavio se inženjerstvom, a majka Cecilia je bila biokemičarka, no žrtvovali su svoje karijere kako bi se mogli preseliti u SAD. Lucy se u potpunosti posvetila učenju, te je tako pohađala osnovnu školu "Joseph Pulitzer", a maturirala je u srednjoj školi "Stuyvesant" 1986. Godinu je dana pohađala newyorško sveučilište, prije nego što se preselila na sveučilište u Michiganu. Tamo se pridružila sestrinstvu Chi Omega i diplomirala je znanost na području azijske kulture i jezika.

### Karijera
Lucy se glumom počinje baviti 1989., kad se na sveučilištu u Michiganu pojavila na audiciji za predstavu "Alisa u zemlji čudesa". Dobila je glavnu ulogu, iako je audiciji pristupila za drugu ulogu. Prije nego što je dobila ulogu zločeste odvjetnice Ling Woo u "Ally McBeal", glumila je u par epizoda serija "Dosjei X" i "Herkul: Legendarna putovanja". Lucy je inače pristupila audiciji za ulogu "Nelle Porter" (koju je tumačila Portia de Rossi), no režiseru se toliko svidjela da je odlučio kreirati za nju specijalnu ulogu. Isprve, njen lik se nije trebao zadržati u seriji, no zahvaljujući odličnom odazivu gledateljstva, Ling se zadržala u seriji skoro pa do samog kraja. Za tu je ulogu dobila i Emmy nominaciju u kategoriji "najbolje sporedne glumice u humorističnoj seriji", kao i nominaciju za nagradu "Screen Actors Guild Award".
Filmskoj publici se predstavila ulogama u filmovima "Payback" i "Charliejevi anđeli". U potonjem filmu, glumila je Alex Munday, jednu od tri anđela-tajnih agentica. Film je doživio i nastavak, koji nije bio popularan kao i prvi dio. Nakon završetka snimanja "Anđela", nastupa u Quentin Tarantinovom filmu "Kill Bill", gdje tumači negativku O-Ren Ishii. Za tu ulogu osvaja "MTV Movie Award" u kategoriji "najbolje filmske negativke". Također, nastupa kao Kitty Baxter u mjuziklu Chicago, te kao psihologinja u trileru "Domino".
Osim filmskih i televizijskih uloga, Lucy posuđuje i svoj glas u animiranim filmovima i serijama, kao "Simpsoni", "Futurama" i "Kung Fu Panda".
2008. dobiva vlastitu seriju "Kašmir mafija", koja se na malim američkim ekranima nije zadržala dugo, te je zbog slabe gledanosti snimanje druge sezone otkazano. U rujnu 2008. pridružit će se glumačkoj postavi ABC-jeve dramske serije "Prljavi seksi novac". 

### Privatni život
Lucy govori engleski, kineski, talijanski, španjolski i malo japanski. Bavi se i penjanjem po stijenama, skijanjem, fotografijom i slikarstvom. Trenutno živi u New York Cityju s bratom i njegovom ženom.

## Filmografija

### Televizijske uloge
- "Prljavi seksi novac" (Dirty Sexy Money) kao Nola Lyons (2008. – 2009.)
- "Kašmir mafija" (Cashmere Mafia) kao Mia Mason (2008.)
- "Ružna Betty" (Ugly Betty) kao Grace Chin (2007.)
- "Jackie Chan Adventures" kao Jade (posuđuje glas) (2004. – 2005.)
- "Simpsoni" (The Simpsons) kao Madam Wu (posuđuje glas) (2005.)
- "Joey" kao Lauren Beck (2004. – 2005.)
- "Maya & Miguel" kao Maggie Lee (posuđuje glas) (2004.)
- "Game Over" kao Raquel Smashenburn (posuđuje glas) (2004.)
- "King of the Hill" kao Tid Pao (2002.)
- "Ally McBeal" kao Ling Woo (1998. – 2002.)
- "Michael Hayes" kao Alice Woo (1997.)
- "Dellaventura" kao Yuling Chong (1997.)
- "Pearl" kao Amy Li (1996. – 1997.)
- "Newyorški plavci" (NYPD Blue) kao Amy Chu (1997.)
- "The Real Adventures of Jonny Quest" kao Melana (posuđuje glas) (1997.)
- "High Incident" kao Whin (1996.)
- "Dosjei X" (X Files) kao Kim Hsin (1996.)
- "Nash Bridges" kao Joy Powell (1996.)
- "Hitna služba" (ER) kao Mei-Sun Leow (1995.)
- "Herkul: Legendarna putovanja" (Hercules: The Legendary Journeys) kao Oi-Lan (1995.)
- "Sam svoj majstor" (Home Improvement) kao žena#3 (1995.)
- "Coach" kao Nicole Wong (1994.)
- "Hotel Malibu" (1994.)
- "Zakon u Los Angelesu" (L.A. Law) kao Mai Lin (1993.)
- "Beverly Hills 90210" kao Courtney (1991.)

### Filmske uloge
- "Afro Samurai: Resurrection" kao Sio (2009.) - posuđuje glas
- "Little Spirit: Christmas in New York" (2008.) - posuđuje glas
- "Zvončica (Tinker Bell) kao Silvermist posuđuje glas (2008.)
- "Kung Fu Panda" kao Viper (posuđuje glas) (2008.)
- "The Year of Getting to Know Us" kao Anne (2008.)
- "Kobna žena" (Watching the Detectives) kao Violet (2007.)
- "Krvavi lovac" (Rise) kao Sadie Blake (2007.)
- "Tajno ime: Čistač" (Code Name: The Cleaner) kao Gina (2007.)
- "Opaki igrači" (Lucky Number Slevin) kao Lindsey (2006.)
- "Domino" kao Taryn Miles (2005.)
- "3 Needles" kao Jin Ping (2005.)
- "Mulan 2" kao Mei (posuđuje glas) (2004.)
- "Kill Bill" kao O-Ren Ishii (2003.)
- "Charliejevi anđeli 2: Punom brzinom" (Charlie's Angels: Full Throttle) kao Alex Munday (2003.)
- "Chicago" kao Kitty Baxter (2002.)
- "Cypher" kao Rita Foster (2002.)
- "Ecks protiv Severa: Konačni obračun" (Ballistic: Ecks vs. Sever) kao agentica Sever (2002.)
- "Hotel" kao Kawika (2001.)
- "Charliejevi anđeli" (Charlie's Angels) kao Alex Munday (2000.)
- "Šangajsko podne" (Shanghai Noon) kao Pei Pei (2000.)
- "Udri do kosti" (Play It to the Bone) kao Lia (1999.)
- "Ljubavne navike Zemljana" (The Mating Habits of the Earthbound Human) kao Lydia (1999.)
- "Molly" kao Brenda (1999.)
- "Istiniti zločin" (True Crime) kao Toy Shop djevojka (1999.)
- "Payback" kao Pearl (1999.)
- "Love Kills" kao Kashi (1998.)
- "Guy" (1997.)
- "City of Industry" kao Cathi Rose (1997.)
- "Riot" kao Boomerova djevojka (1997.)
- "Gridlock'd" kao Cee-Cee (1997.)
- "Flypaper" kao Dot (1997.)
- "Jerry Maguire" kao Jerryjeva bivša djevojka (1996.)
- "Bang" (1995.)
- "Protozoa" kao Ari (1993.)
- "Ban wo zong heng" kao Donna (1992.)

## Vanjske poveznice
- Lucy Liu u internetskoj bazi filmova IMDb-u (engl.)